# Радванице (гмина)
Радванице (пол. Radwanice) — сельская гмина (волость) в Польше, входит как административная единица в Польковицкий повет, Нижнесилезское воеводство. Население — 4342 человека (на 2004 год).

## Демография
| Перепись                       | Всего   | Всего | Женщины | Женщины | Мужчины | Мужчины |
| ------------------------------ | ------- | ----- | ------- | ------- | ------- | ------- |
| Единицы                        | человек | %     | человек | %       | человек | %       |
| Население                      | 4342    | 100   | 2136    | 49,2    | 2206    | 50,8    |
| Плотность населения (чел./км²) | 51,7    | 51,7  | 25,4    | 25,4    | 26,3    | 26,3    |

## Соседние гмины

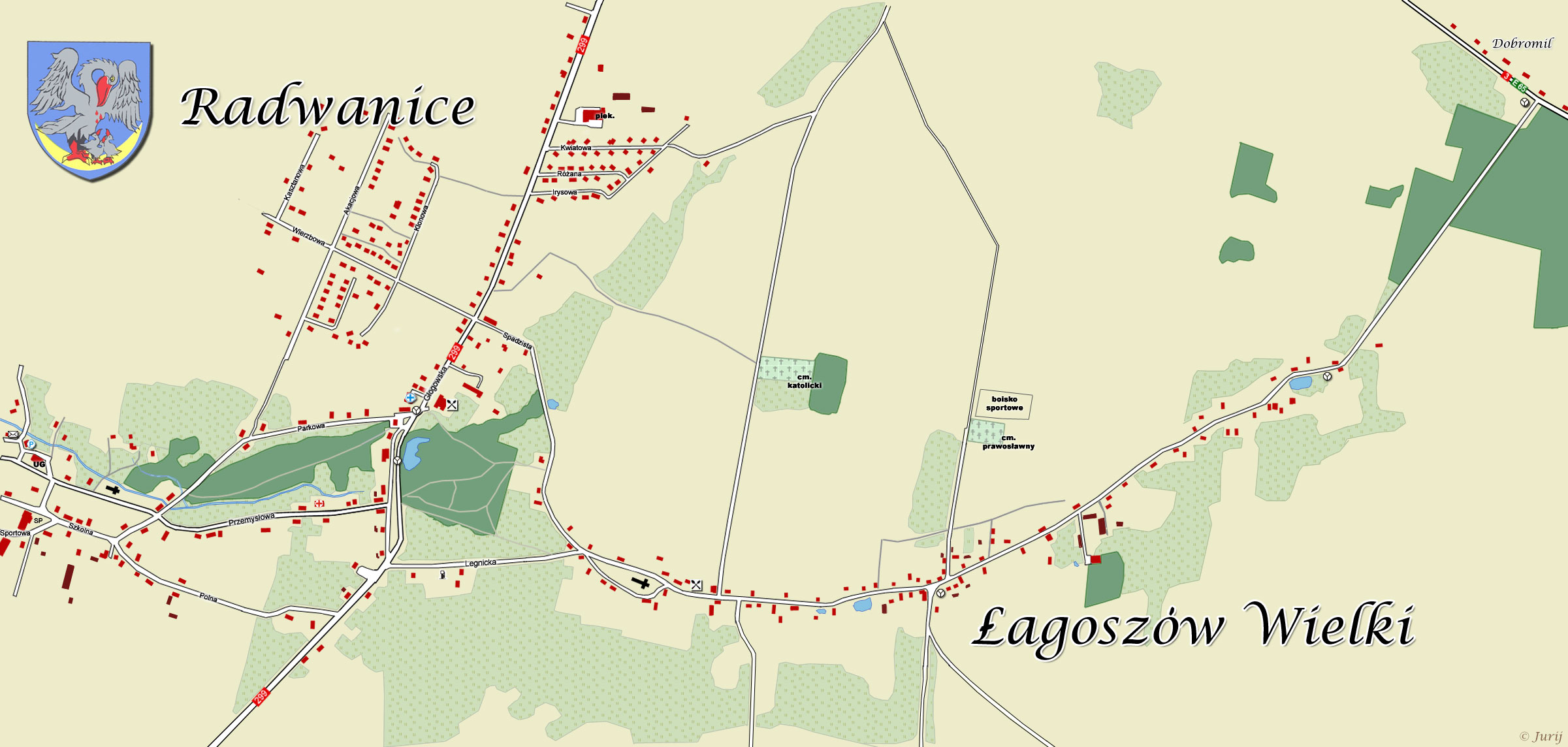
Гмина Радванице

1. Гмина Хочанув
2. Гмина Гавожице
3. Гмина Ежманова
4. Гмина Польковице
5. Гмина Пшемкув
6. Гмина Жуковице